# Pflasterzoll

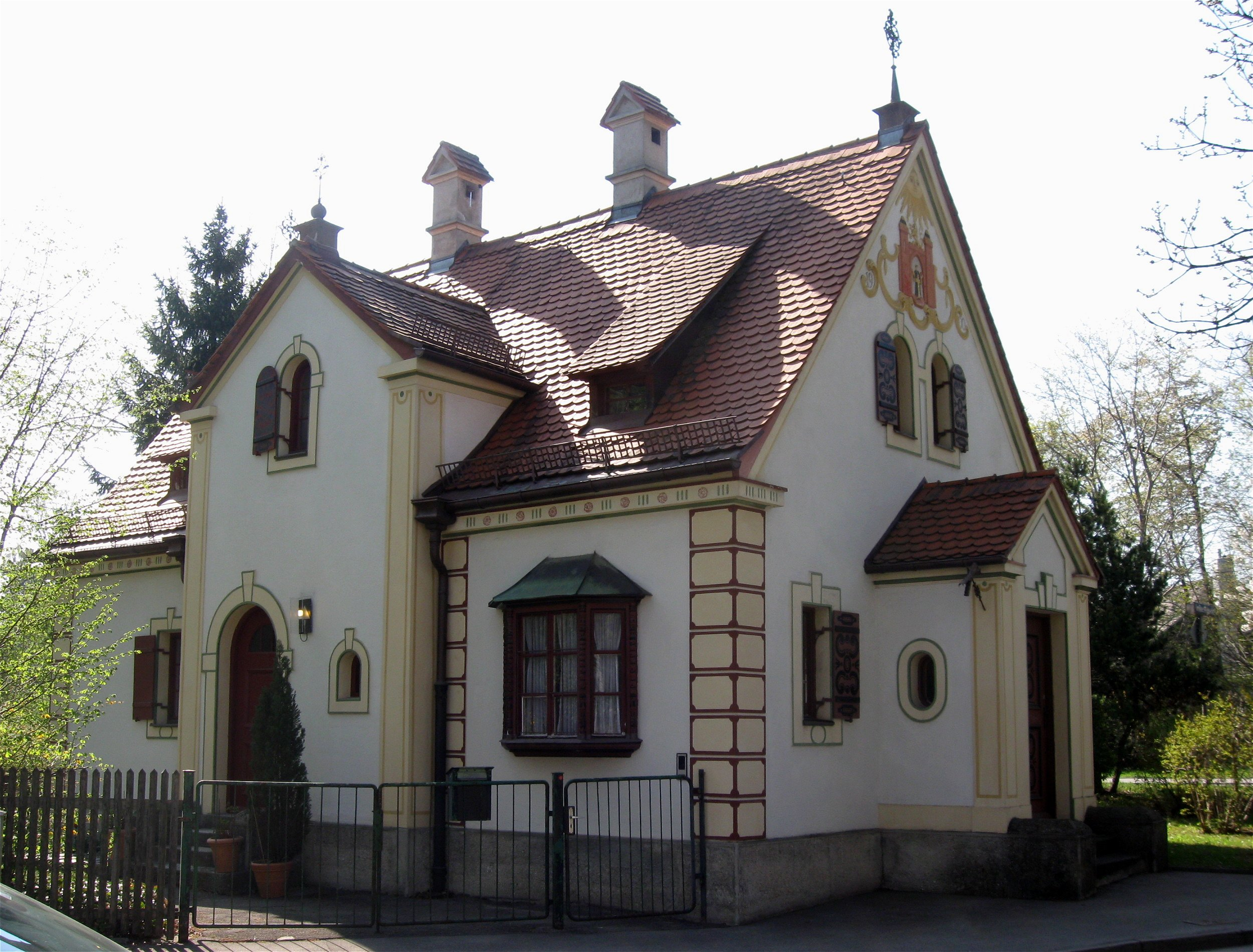
Pflasterzollhaus in der Wolfratshauser Straße 139 der Stadt München, erbaut 1896

Der Pflasterzoll, auch Pflastergeld und Pflastermaut war eine kommunale Abgabe, die als Gegenleistung für die Benutzung von gepflasterten Straßen erhoben und deren Ertrag für die erstmalige Pflasterung und den Unterhalt des Straßenpflasters verwendet wurde. Sie wurde wie die Mehrzahl der Zölle vom auswärtigen Handelsverkehr erhoben, Einheimische waren in der Regel befreit. Berechnungsgrundlage waren die Zugtiere von Fuhrwerken und in die Stadt getriebenes Vieh, nach der Einführung des Kraftfahrzeugs auch Lastkraftwagen und teilweise Personenkraftwagen. Die Erhebung ist seit dem 14. Jahrhundert nachgewiesen. Sie endete im Deutschen Reich außerhalb des Königreichs Bayern kurz nach 1902, in Bayern jedoch erst in den 1930er Jahren.

## Geschichte

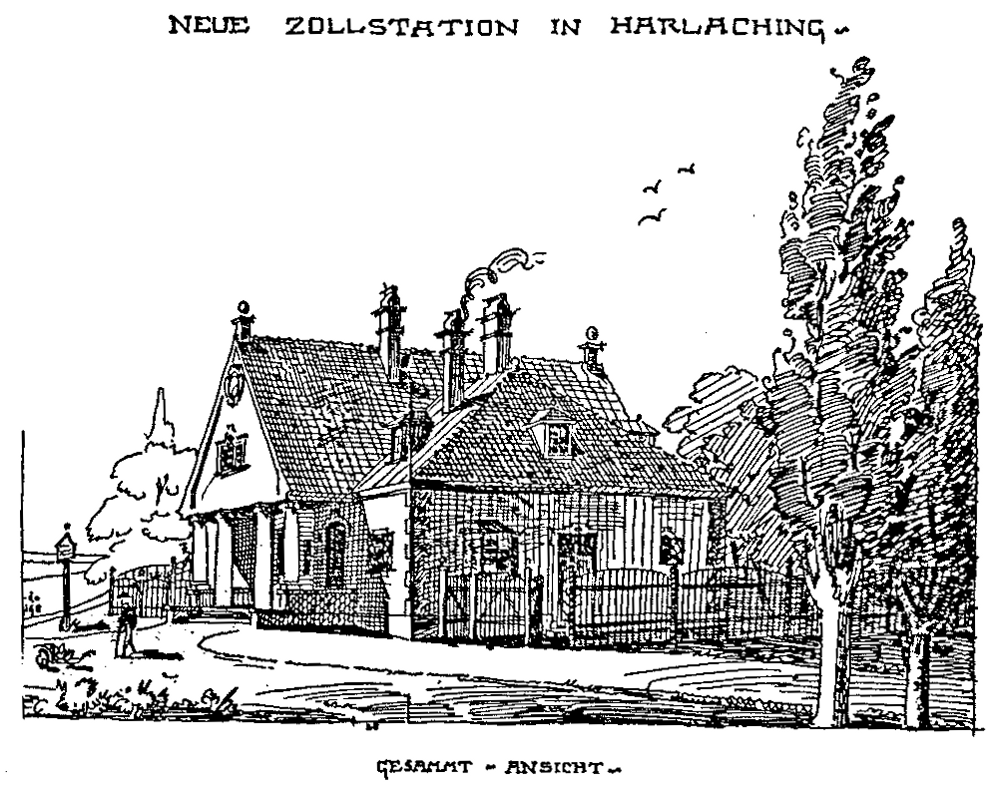
Entwurf der Zollstation München-Harlaching, 1896

Wie alle kommunalen Abgaben des Mittelalters entstand der Pflasterzoll aus Regalien des jeweiligen Landesherrn. Er verlieh das Recht, Abgaben zu erheben, an Gemeinden, um sie für Leistungen zu belohnen oder allgemeine Aufgaben aus den Einnahmen zu finanzieren. Der Pflasterzoll in Traunstein etwa wurde 1493 von Georg dem Reichen, Herzog von Bayern-Landshut verliehen, damit durch die Pflasterung der Hauptstraße „Reinlichkeit und Gesundheit gefördert“ werde und um so einer erhöhten Sterblichkeit zu begegnen.
In Städten wurde der Pflasterzoll in der Regel durch verbeamtete Mitarbeiter eingezogen, kleine Orte nutzen die Verpachtung der Abgabe. Der Zoll wurde an den Stadttoren eingezogen. Als Städte über den alten Stadtkern hinauswuchsen, erbauten sie eigene Zollstationen („Pflasterzollhäuser“).

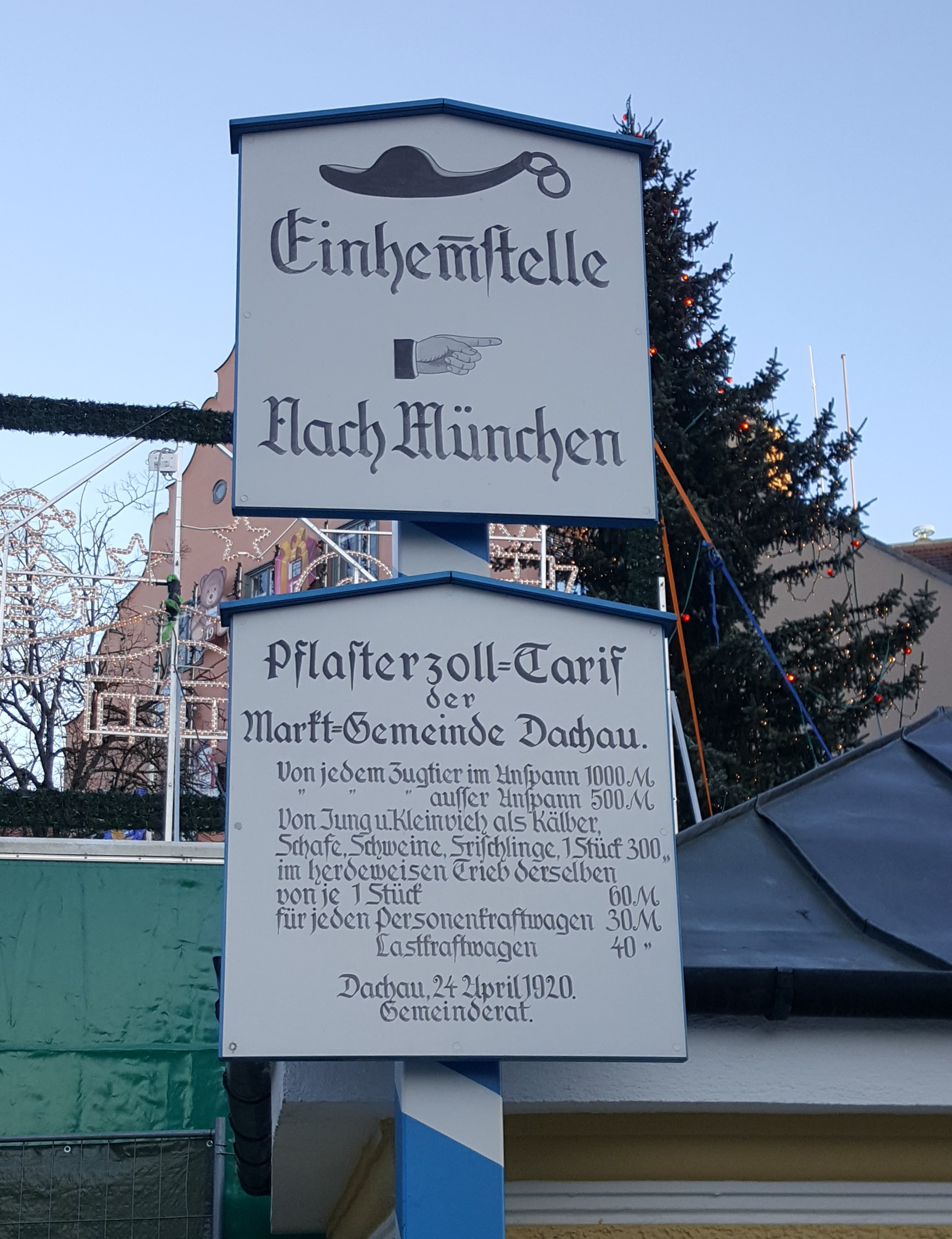
Schild mit dem Pflasterzoll-Tarif von 1920 in Dachau

Als Hindernis für den freien Handel und Verkehr wurden Pflasterzölle im Zollvereinigungsvertrag von 1833 ausdrücklich auf die „gewöhnlichen Herstellungs- und Unterhaltskosten“ beschränkt. Im Folge-Vertrag von 1867, der dann 1871 in die Rechtsnormen des Deutschen Reichs als unmittelbares Recht übernommen wurde, hieß es in Artikel 22: „Besondere Erhebungen von Torsperr- und Pflastergeldern sollen auf chaussierten Strassen da, wo sie noch bestehen, […] aufgehoben und die Ortspflaster der Chausseestrecken der gestalt eingerechnet werden, dass davon nur die Chausseegelder, nach dem allgemeinen Tarif zur Erhebung kommen.“ Das Zolltarifgesetz von 1902 führte zur Abschaffung der Pflasterzölle in ganz Deutschland mit Ausnahme von Bayern. Dort wurden sogar im großen Stil neue Pflasterzölle eingeführt: Alleine zwischen August 1908 und August 1910 stieg die Zahl der Ortschaften mit Pflasterzoll von 47 auf 163 und bis 1922 auf 486 Gemeinden.
Eine besondere Belastung ergab sich durch den Pflasterzoll für die langsam aufkommenden Automobile. Der Nutzen ihrer höheren Geschwindigkeit wurde durch viele kleine Gemeinden mit Zollstellen deutlich gemindert, zumal wenn der Zolleinnehmer erst gesucht werden musste, weil die Zollbearbeitung nur nebenberuflich erfolgte. Durch die hohe Zahl der zollpflichtigen Städte insbesondere im politisch zersplitterten Mittelfranken ergaben sich auch Zollgebühren für kurze und mittlere Fahrten, die über dem Fahrpreis oder Frachttarif der Eisenbahn lagen.
Im Rahmen der Inflation der Jahre 1922/23 rentierte sich der Einzug des Pflasterzolls in vielen Gemeinden nicht mehr, er wurde kurz darauf vielfach abgeschafft. Wenige Ortschaften hielten ihn bis in die 1930er Jahre aufrecht.

## Österreich
Am 15. Januar 1874 lehnte der Landtag des Königreiches Böhmen einen Antrag der Stadt Kladno ab, einen Pflasterzoll einführen zu dürfen.
In Graz wurde bis zum Anschluss Österreichs (März 1938) die Pflastermaut zusammen mit der Verzehrsteuer an den Linienämtern erhoben.